# Mowag

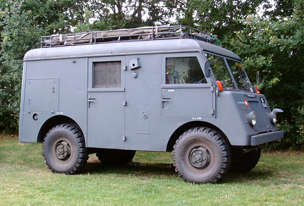
Військовий сигналізатор MOWAG (радіовантажівка) з 1957 року.

MOWAG — швейцарська компанія, що розробляє, проектує та виробляє броньовані машини для військового застосування як наземної, так і десантної конфігурації. Ці транспортні засоби мають повну масу від 9 тонн до 30 тонн . Компанія належить General Dynamics, і зараз відома як GDELS-MOWAG, частина General Dynamics European Land Systems. 

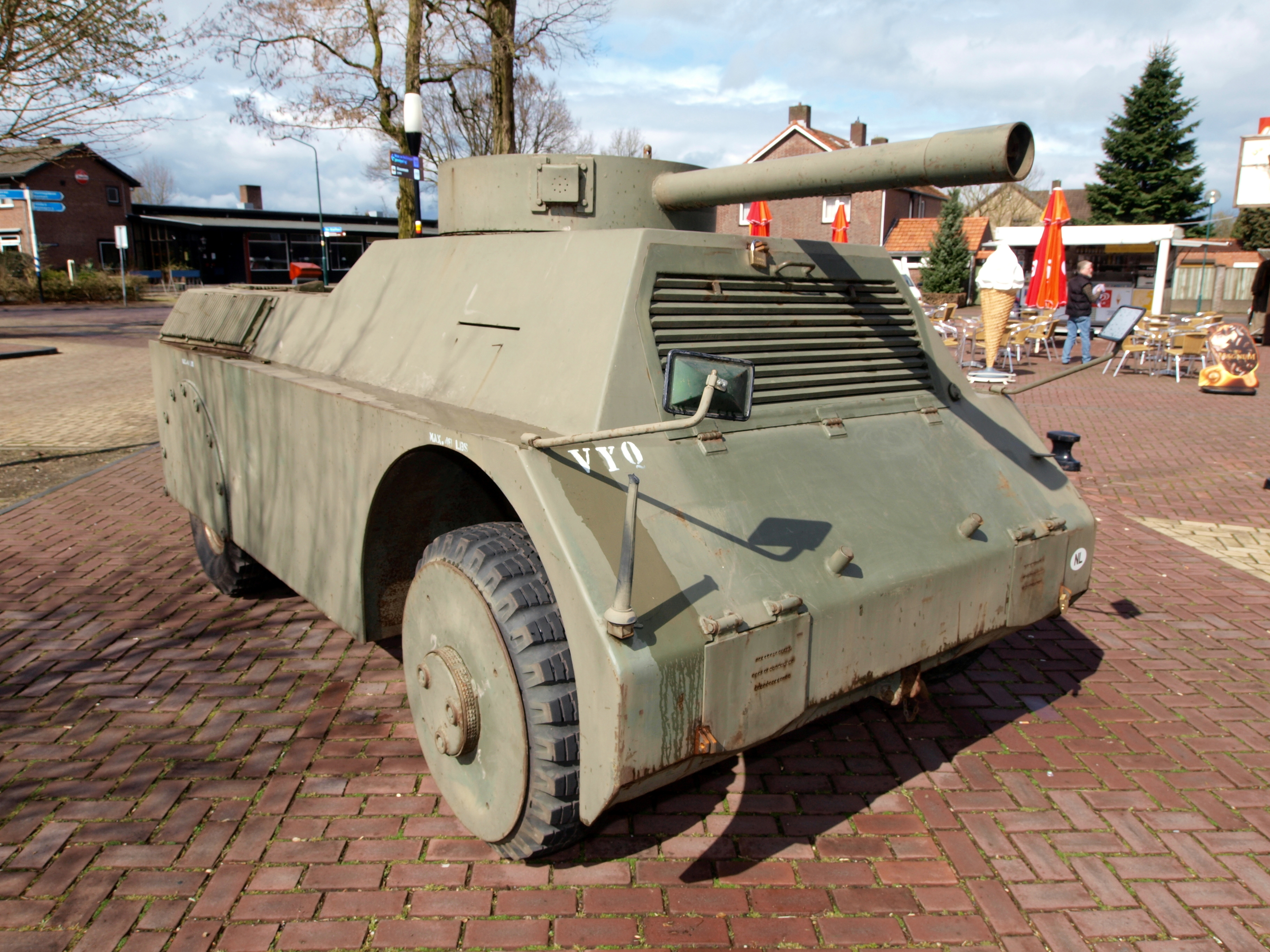
MOWAG Думітанк

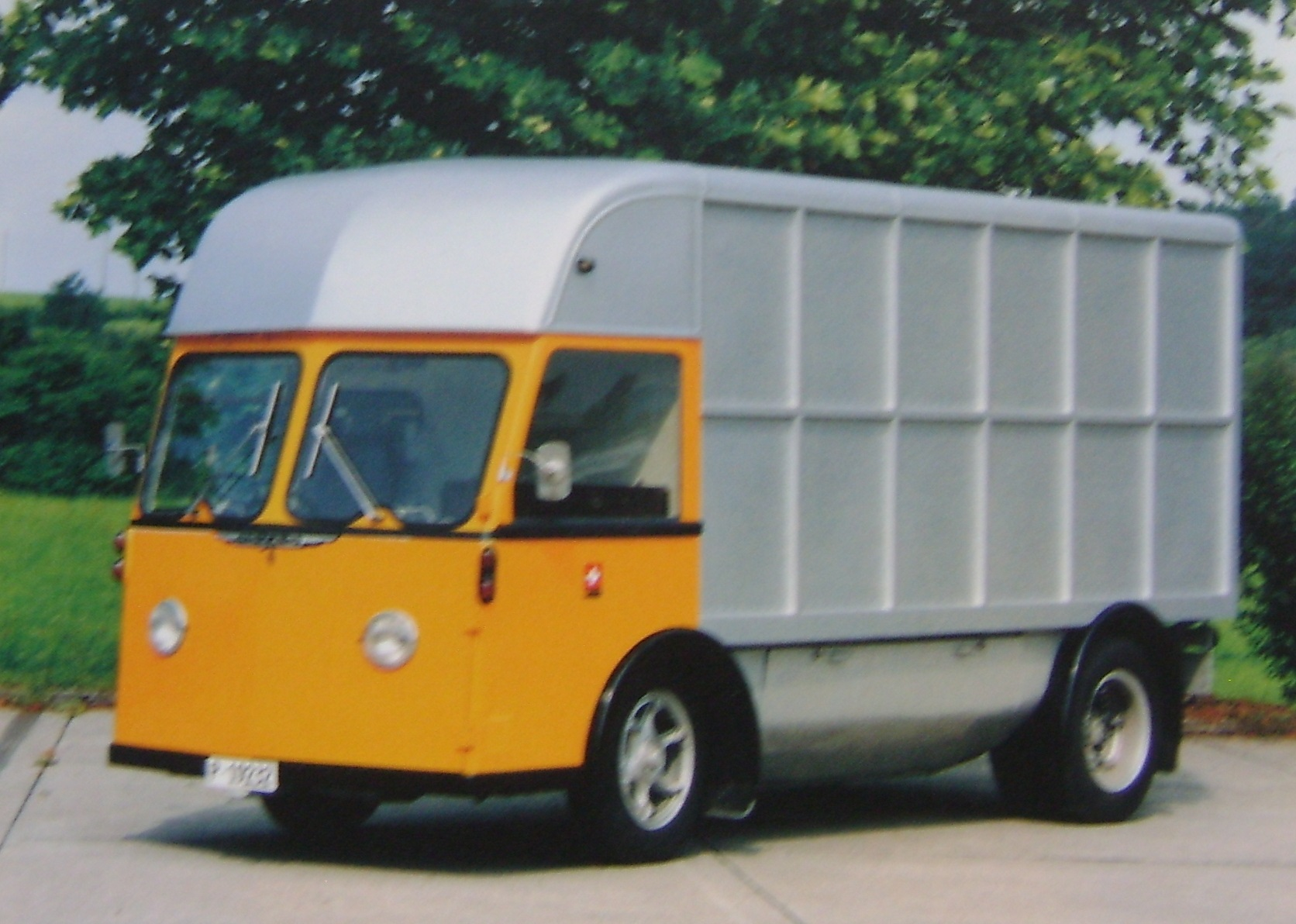
MOWAG Furgeon PTT

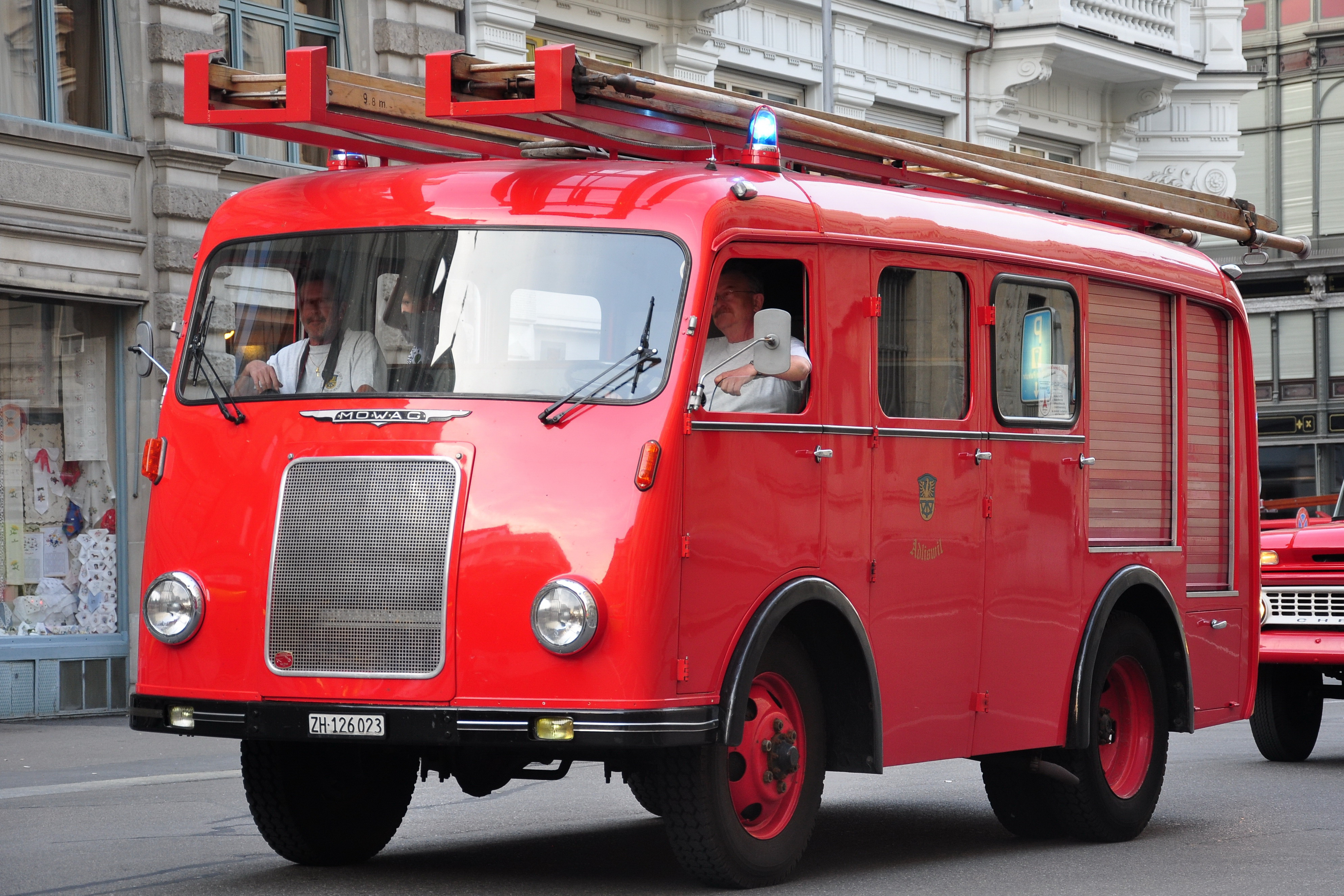
Пожежна машина MOWAG

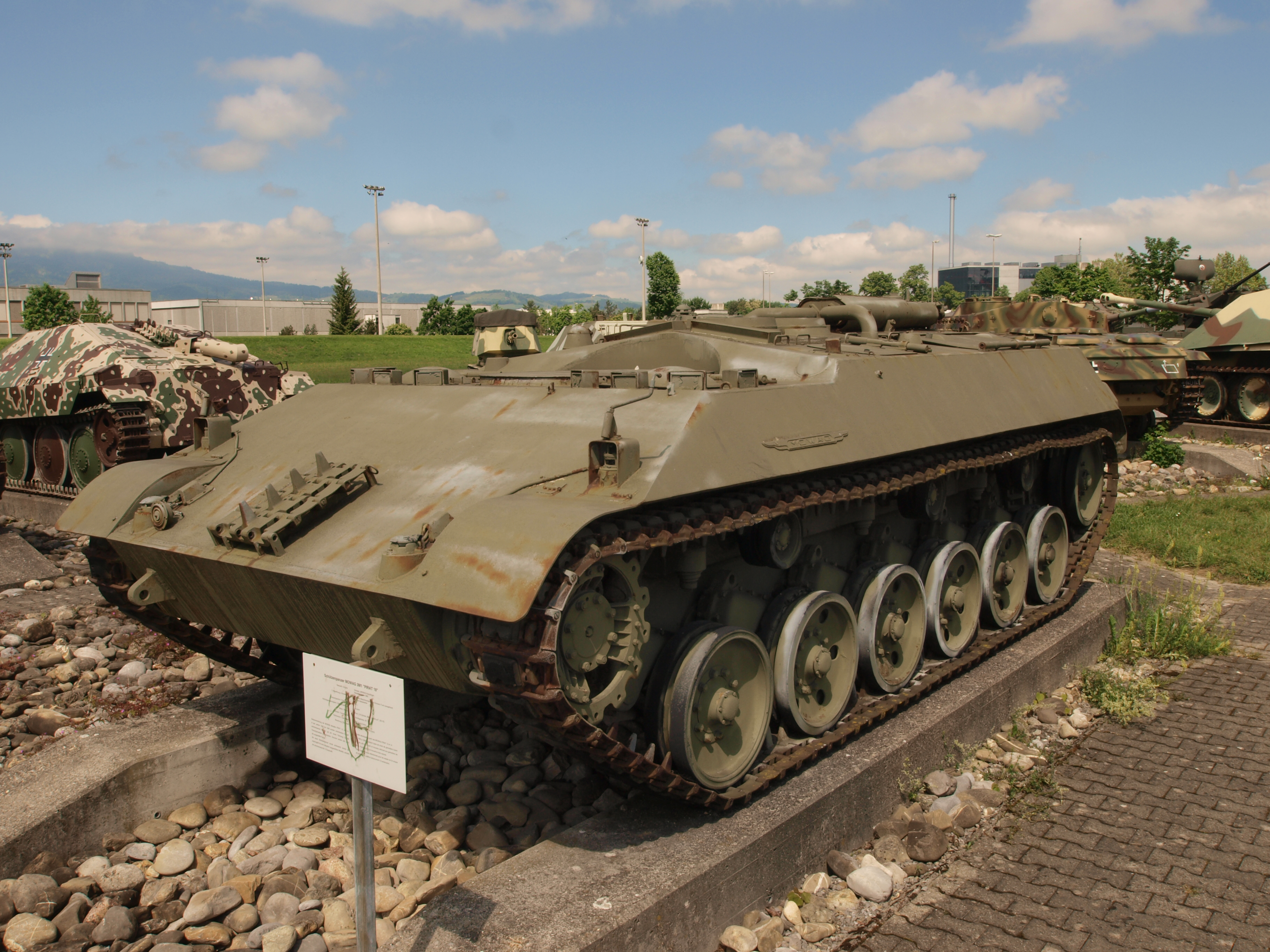
Моуаг 3М1 'Пірат 18

MOWAG GmbH (Motor Car Factory), спочатку називалася MOWAG Motorwagenfabrik AG, була заснована в 1950 році як приватна компанія інженером Вальтером Руфом. Протягом останніх 50 років Mowag зосередився на розробці та виробництві  транспортних засобів спеціального призначення.
Його початковим успіхом стала розробка та виробництво понад 1600 транспортних засобів ( Mowag T1 4×4 ) для швейцарської армії . Після цього були укладені контракти з Німеччиною на 750 броньованих колісних автомобілів серії Mowag MR 8 були виготовлені для німецького Bundesgrenzschutz (Федеральна прикордонна охорона) (також пізніше використовувалась Іспанією) і побудовані за ліцензією в Німеччині. Далі були розроблені та виготовлені для світових ринків високопотужні колісні та гусеничні автомобілі.
MOWAG створила багато різних типів транспортних засобів, таких як машини швидкої допомоги, пожежні машини (наприклад, Mowag W300 ), бутафорські цистерни, електромобілі, скутери або гусеничні танки. У цивільному секторі MOWAG був особливо активним у будівництві пожежних машин, де кілька поколінь аварійних автомобілів були побудовані на пікапах Dodge. Багато моделей базувалися на фабрично спроектованих пожежних вантажівках. У Німеччині Mowag був добре відомий розробкою повнопривідного броньованого автомобіля, який був побудований за ліцензією Thyssen і Bussing/Henschel. У 1963 році автомобілі для Федеральної прикордонної охорони, виробництво MOWAG тривало десятиліття. MOWAG з початку до кінця 1960-х років створювала додаткові військові автомобілі та цивільні вантажівки. Серед них були важкі вантажівки MOWAG M5-16F з чотирма сидіннями, передньою рульовою кабіною і загальною вагою 16 тонн, причіпним зчіпником для двовісного причепа та 149 кВт двигун в підлозі. Двигун був встановлений під ліжком між переднім і заднім мостами. Це дозволило мати компактну конструкцію та низький центр ваги посередині автомобіля. 
У 1950 році MOWAG випустила 214 місцевих офіційних автомобілів для Swiss Post, чиє шасі мало розсувні двері з кожного боку. Вантажівка для Swiss Post (PTT) MOWAG Einsatzfourgon, 556 одиниць якої було побудовано з 1953 по 1988 рік, також мала підлоговий двигун. Фургон спочатку оснащувалися бензиновим двигуном V8, який був розроблений для танка MOWAG. Пізніше були встановлені дизельні двигуни. Жовто-сріблясті фургони мали двері в передній частині транспортного засобу з боку пасажира, що дозволяло виїжджати спереду, якщо вантажівки були припарковані дуже близько один до одного. З боку водія була звичайна двері. З кабіни можна було потрапити в вантажний відсік. Скориставшись цим фактом, деякі люди перебудували списаних фурджів у кемпери. Фургони були обладнані причіпною навіскою для 4-х колісних причепів. MOWAG розробила автомобіль на заміну Фургону, але він залишився лише пред-серійним взірцем з партії у 22  вантажівки, які всі використовувалися Поштою Швейцарії, оскільки Swiss Post купила іноземні серії транспортних засобів масового виробництва.
Окрім звичайних вантажівок, MOWAG побудувала кілька поколінь залізних довгобазних вантажівок. Чотиривісна вантажівка з приводом 8×4 з дизельним двигуном M8TK з вісьмома циліндрами, 10,8 л і 373 kW та автоматична п'ятиступінчаста коробка передач Allison, вони характеризуються дуже вузькою центральною кабіною з двома сидіннями. Вони змогли перенести вантаж по всій довжині транспортного засобу, використовуючи простір з лівого та правого боку кабіни водія. Відсік водія мав передні вхідні двері.
У період з 1965 по 1975 рік MOWAG побудувала 170 електричних візків для Swiss Post. У 1980-х роках асортимент продукції був розширений за рахунок розробки та будівництва триколісних і чотириколісних електромобілів. Лікарні, аеропорти, муніципалітети, промислові компанії та пошта використовували їх для виконання різноманітних транспортних завдань. Було побудовано ще багато прототипів електромобілів, але жоден з цих транспортних засобів не потрапив на ринок. Для винищувачів Mirage IIIS і RS ВПС Швейцарії MOWAG і AEG працювали разом і створили тягач MOWAG-AEG . У 1980-х роках MOWAG виготовляла вібраційні роллери (катки) для будівництва доріг. Ручні подвійні віброкатки були від 900 кг до 1300 кг, тандемні віброкатки від 2 тис кг до 3000 кг і 4 «колісні» катки від 4,5т до 18т. Протягом кількох десятиліть MOWAG був єдиним імпортером до Швейцарії Dodge Ram Wagon, які були переобладнані на повнопривідні пожежні автомобілі, а іноді й поліцейські автомобілі та машини швидкої допомоги. На фронті всі вони отримали знаки відзнаки MOWAG. Приватним особам не дозволялося купувати нові транспортні засоби, проте MOWAG продавав запчастини до приватних автомобілів Dodge Ram Wagons. Останнім часом Mowag спеціалізується на бронетехніці військового призначення, тому що фінансово привабливіша. Основним продуктом сьогодні є "Піранья". Крім того, на базі американських HMMWV/MOWAG Eagle і Duro випускаються інша бронетехніка. Ці транспортні засоби походять із придбаного бізнесу Bucher-Guyer. Також Mowag відповідає за запасні частини для буксирів Bucher FS 10 Flugzeugschlepper 78 / літаків, які використовуються ВПС Швейцарії, Pilatus Aircraft і JuAir. 
З січня 2004 року Mowag стала компанією в групі General Dynamics European Land Systems і сьогодні в ній працює близько 750 висококваліфікованих співробітників на підприємстві в Кройцлінгені, Швейцарія. MOWAG продовжує працювати як швейцарська компанія, організована та зареєстрована відповідно до швейцарського законодавства. General Dynamics European Land Systems є частиною корпорації General Dynamics Corporation (GD). З 1 квітня 2010 року компанія відома як General Dynamics European Land Systems – MOWAG GmbH. 

## Актуальні продукти

### MOWAG Piranha
Піранії доступні у версіях коліс 4×4, 6×6, 8×8 та 10×10. У цих версіях є кілька варіантів, які надають різний ступінь захисту броні та кілька типів башти для використання в різних ролях. Похідні Piranha були призначені для транспортування військ, командних машин, машин вогневої підтримки, інструкторів танків і поліцейських машин.
Піранії використовуються швейцарською армією . Похідні від Piranha, виготовлені в Швейцарії, експортуються до Швеції, Данії, Ірландії, Румунії, Іспанії та Бельгії. Румунська та бельгійська армії обрали Piranha IIIC 8×8. Бельгія перейшла на повноколісні сили і замінила всі свої M113, AIFV і Leopard 1 на 268 Piranha IIIC у 7 варіантах

### MOWAG Eagle

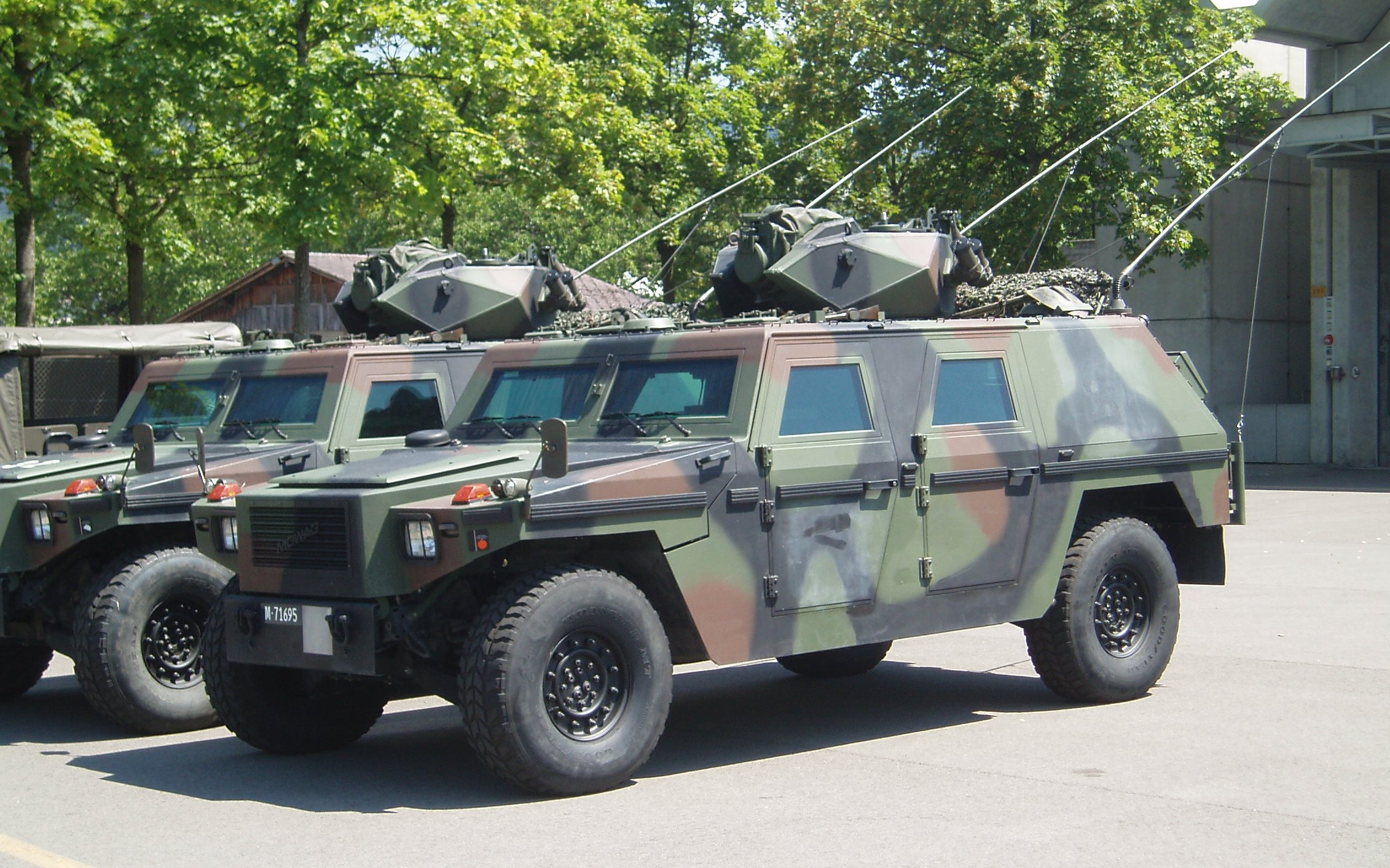
MOWAG Eagle

MOWAG Eagle — легкоброньований легкий тактичний автомобіль, схожий на американський HMMWV . Він призначений для виконання таких функцій, як командування, розвідка, матеріально-технічне забезпечення та військова поліція. У ньому може розміститися до шести солдатів, але при цьому зберігається глибока система зв’язку та обладнання, яке відповідає вимогам місії. Загалом за останні вісім років було виготовлено 365 розвідувальних машин Eagle 4x4 і 120 артилерійських машин переднього спостереження Eagle 4x4, які перебувають на озброєнні збройних сил Швейцарії та Данії.
Нещодавно розроблений Eagle IV, заснований на DURO, підходить для розвідки, зв’язку та спостереження, а також для місій ООН і прикордонного патрулювання . Розробка Mowag на основі перевіреного шасі DURO відрізняється дуже високою корисною навантаженням у порівнянні з низькою повною масою автомобіля (GVW), високим рівнем балістичного та протимінного захисту, а також винятковою мобільністю як на дорозі, так і на бездоріжжі. Завдяки спільності з транспортними засобами сімейства DURO, витрати на технічне обслуговування та навчання можуть бути низькими в місії автопарку.
Нова версія Eagle була запущена компанією General Dynamics European Land Systems - MOWAG GmbH на EUROSATORY 2010 14 червня 2010 року 

### MOWAG DURO

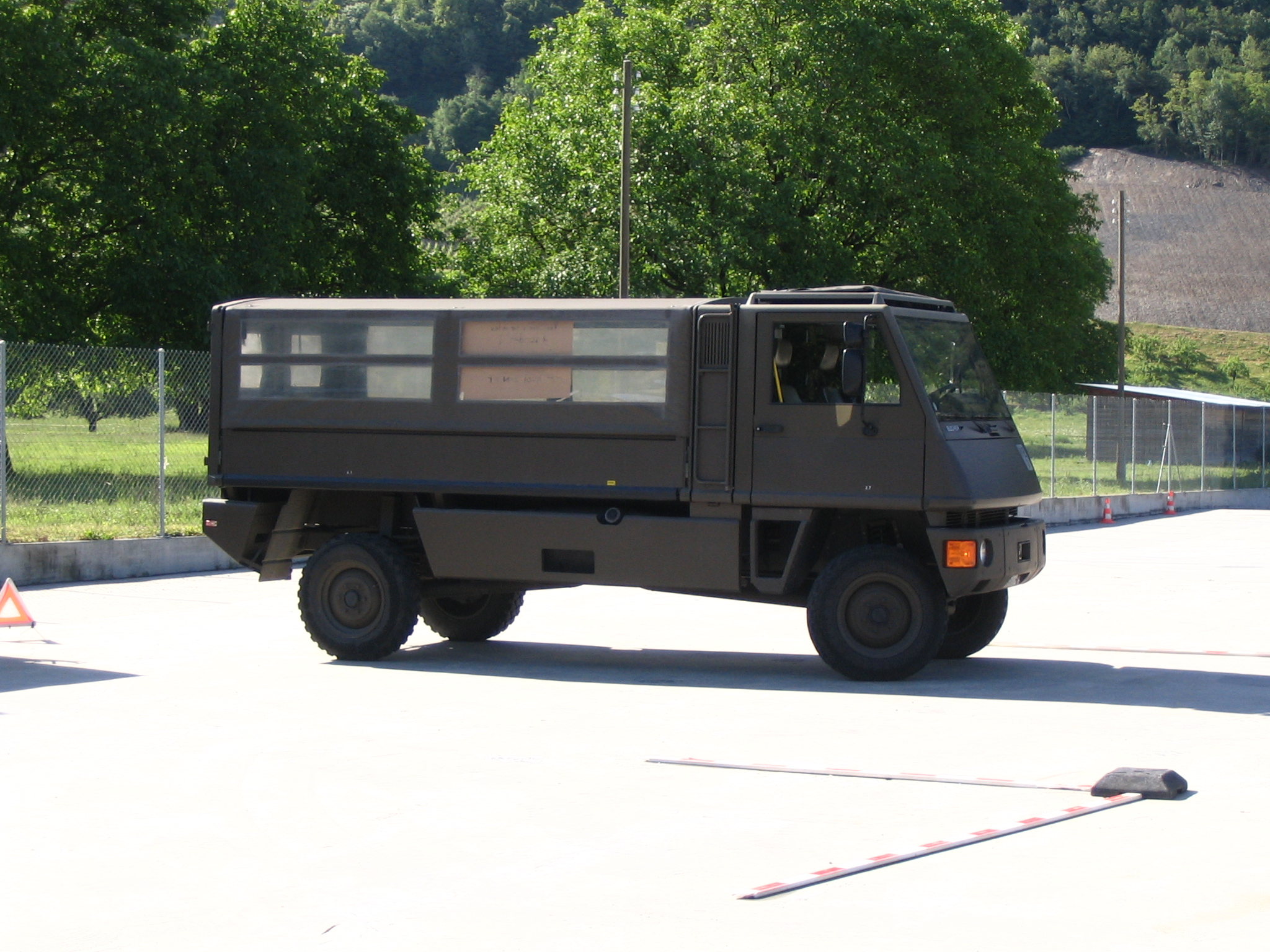
MOWAG DURO

MOWAG DURO – це високомобільний, тактичний транспортний засіб бездоріжжя, заснований на транспортних засобах сімейства DURO. DURO означає DUrable і RObust. Спочатку розроблений для Швейцарії компанією Bucher-Guyer AG у Нідервенінгені, Швейцарія, яка розпочала виробництво повнопривідних вантажівок у 1976 році. Перше замовлення на 3000 автомобілів для Збройних сил Швейцарії було здійснено в 1994 році. Понад 4000 автомобілів DURO 4x4 і 6x6 зараз знаходяться в експлуатації по всьому світу. Основними замовниками є Швейцарія, Німеччина, Венесуела, Велика Британія, Малайзія. Крім них, транспортний засіб використовується в багатьох інших країнах для спеціальних цілей. Останні версії - DURO II і DURO III . Німеччина замовила балістичну і протимінну версію DURO IIIP 6x6.
- Rheinmetall ЯК

ЯК — броньована та протимінна транспортна машина виробництва німецької компанії Rheinmetall Landsysteme AG на основі шасі DURO IIIP. Німецька армія використовує ЯК для своєї військової поліції, команд EOD та як броньований автомобіль швидкої допомоги .

## Колишня продукція

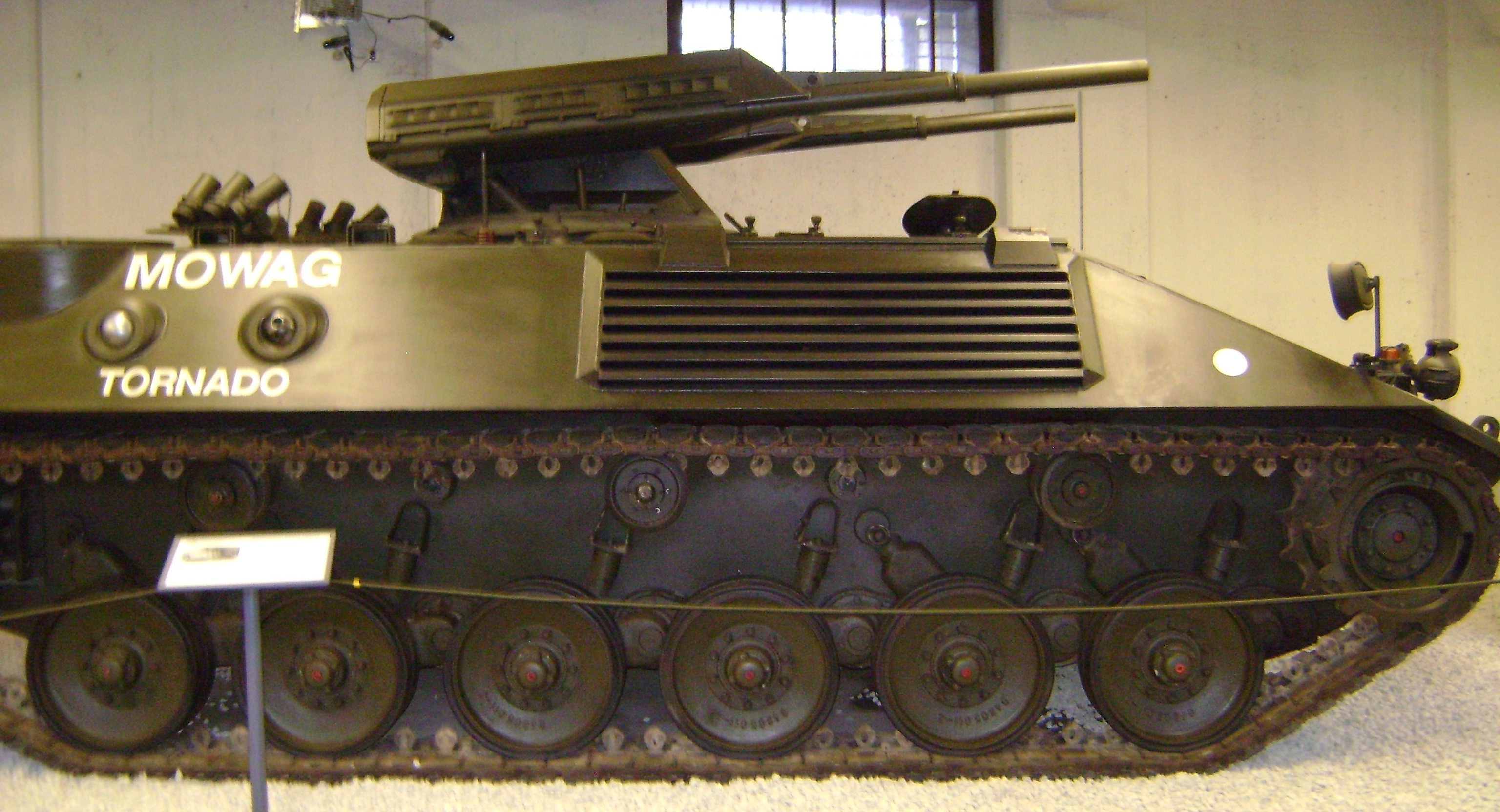
MOWAG Tornado 2

З самого початку MOWAG виробляла як броньовану, так і неброньовану техніку, включаючи мотоцикли та пожежну техніку .
- MOWAG Ortsdienstwagen (автомобілі для доставки посилок для PTT/Федеральна поштова служба Швейцарії, корпус 214)
- Броньована розвідувальна машина MOWAG 4x4 (броньований манекен)
- Вантажівки MOWAG Furgeon, 556, виготовлені для PTT/Федеральної поштової служби Швейцарії
- MOWAG MR 8 – колісний бронетранспортер 4×4. Близько 600 побудовано для німецького Bundesgrenzschutz з 1959 року [5]
- MOWAG Grenadier – колісний бронетранспортер 4×4. У виробництві з 1967 року [6]
- MOWAG Roland – малий колісний бронетранспортер 4×4. У виробництві з 1964 року [7]
- Колісний бронетранспортер MOWAG Puma 6x6
- Колісна бойова машина MOWAG Shark. Колісний бронетранспортер 8×8, призначений для перевезення ряду гарматного або ракетного озброєння. [8]
- MOWAG Spy – колісна легка розвідувальна машина 4×4. Замовлено у виробництво в 1982 році [9]
- Бойова машина піхоти MOWAG Tornado – Гусенична бойова машина піхоти . [10]
- Бойова машина піхоти MOWAG Trojan
- Бойова машина піхоти-амфібія MOWAG Mistral
- Бойова машина піхоти MOWAG Pirat
- Бойова машина піхоти MOWAG 3M1 Pirat
- Jagdpanzer MOWAG Cheetah (Jagdpanzer = Tankhunter)

## Галерея

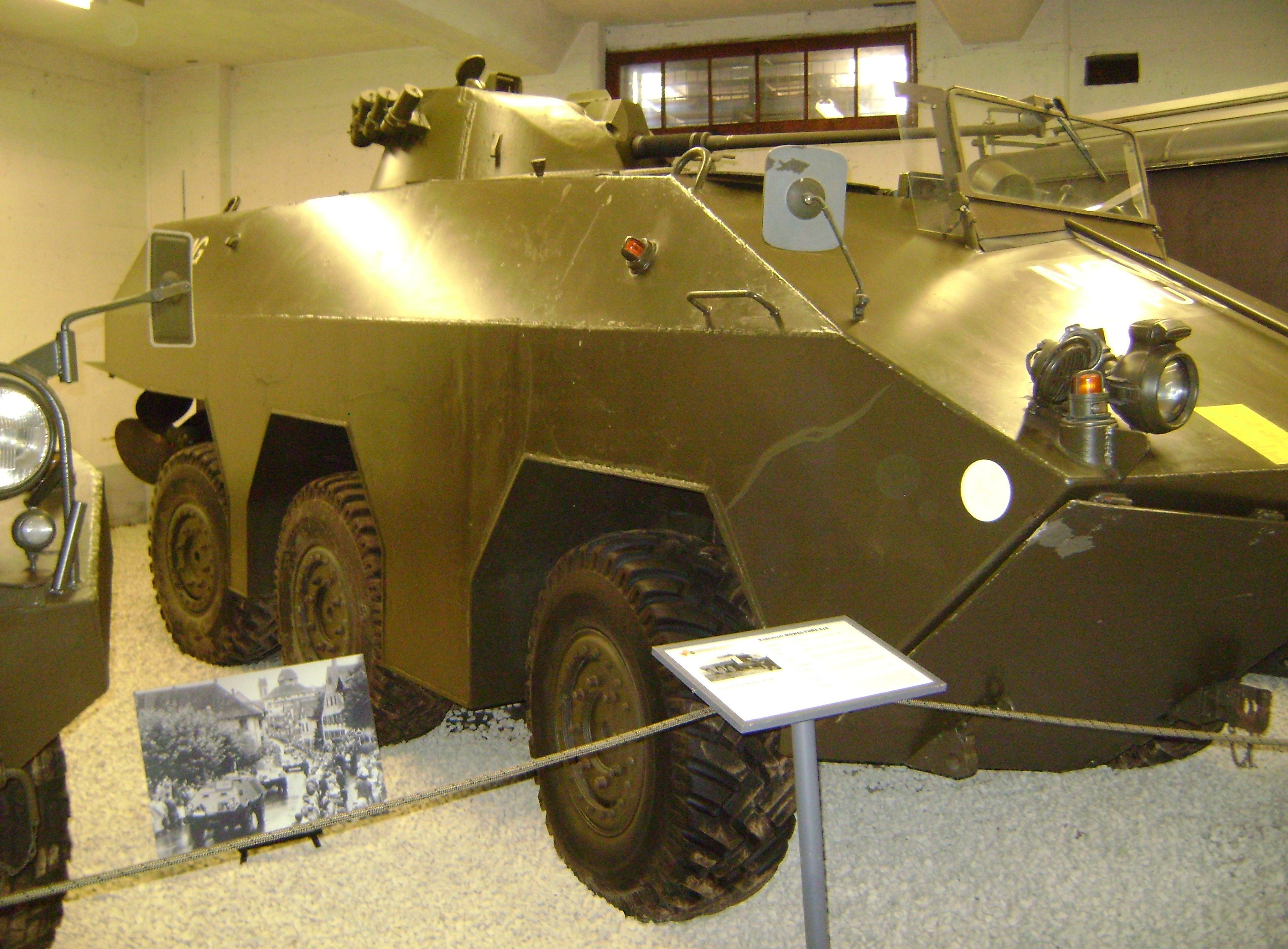
MOWAG Puma
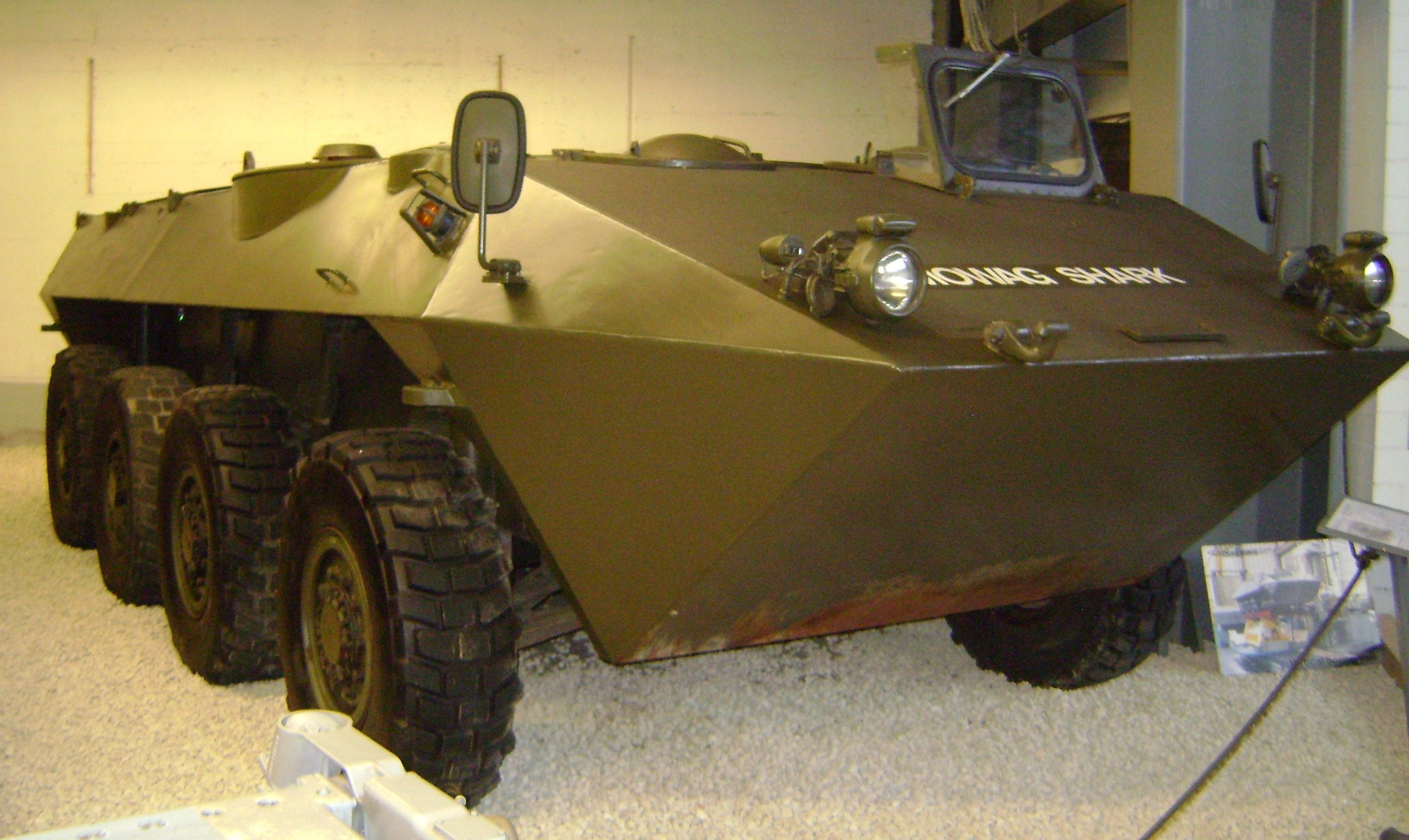
Акула MOWAG
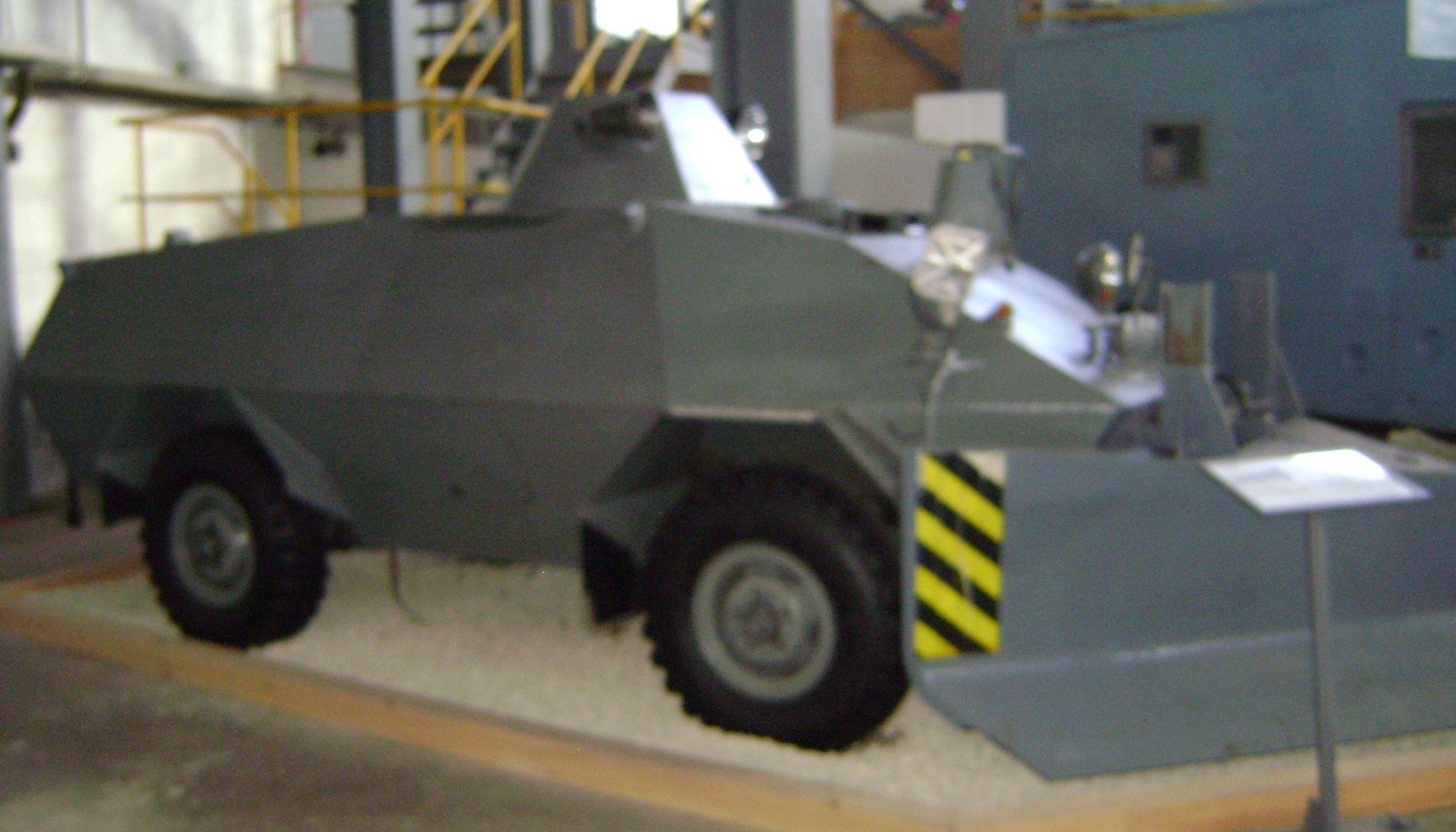
Поліція MOWAG Роланд
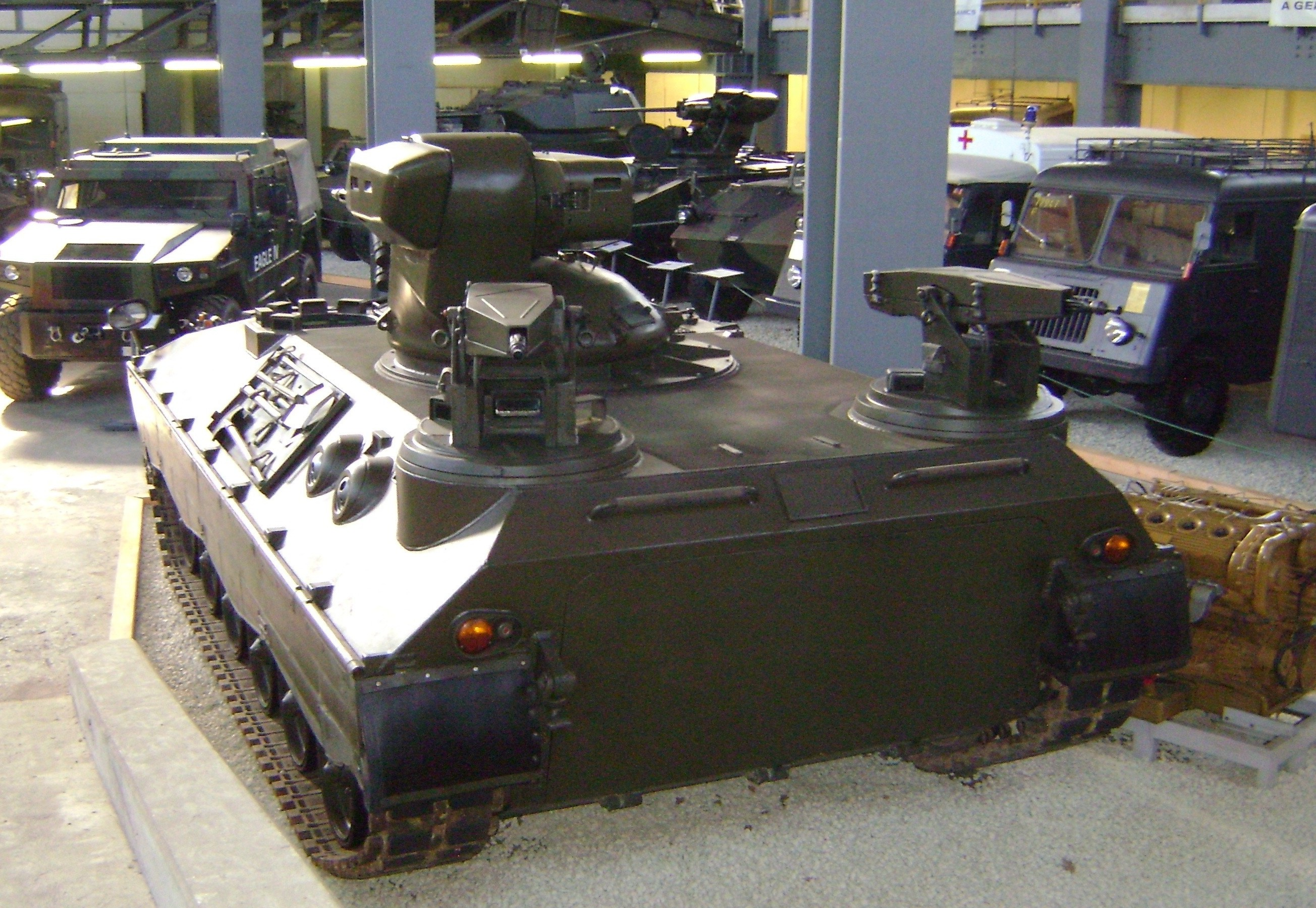
MOWAG Торнадо
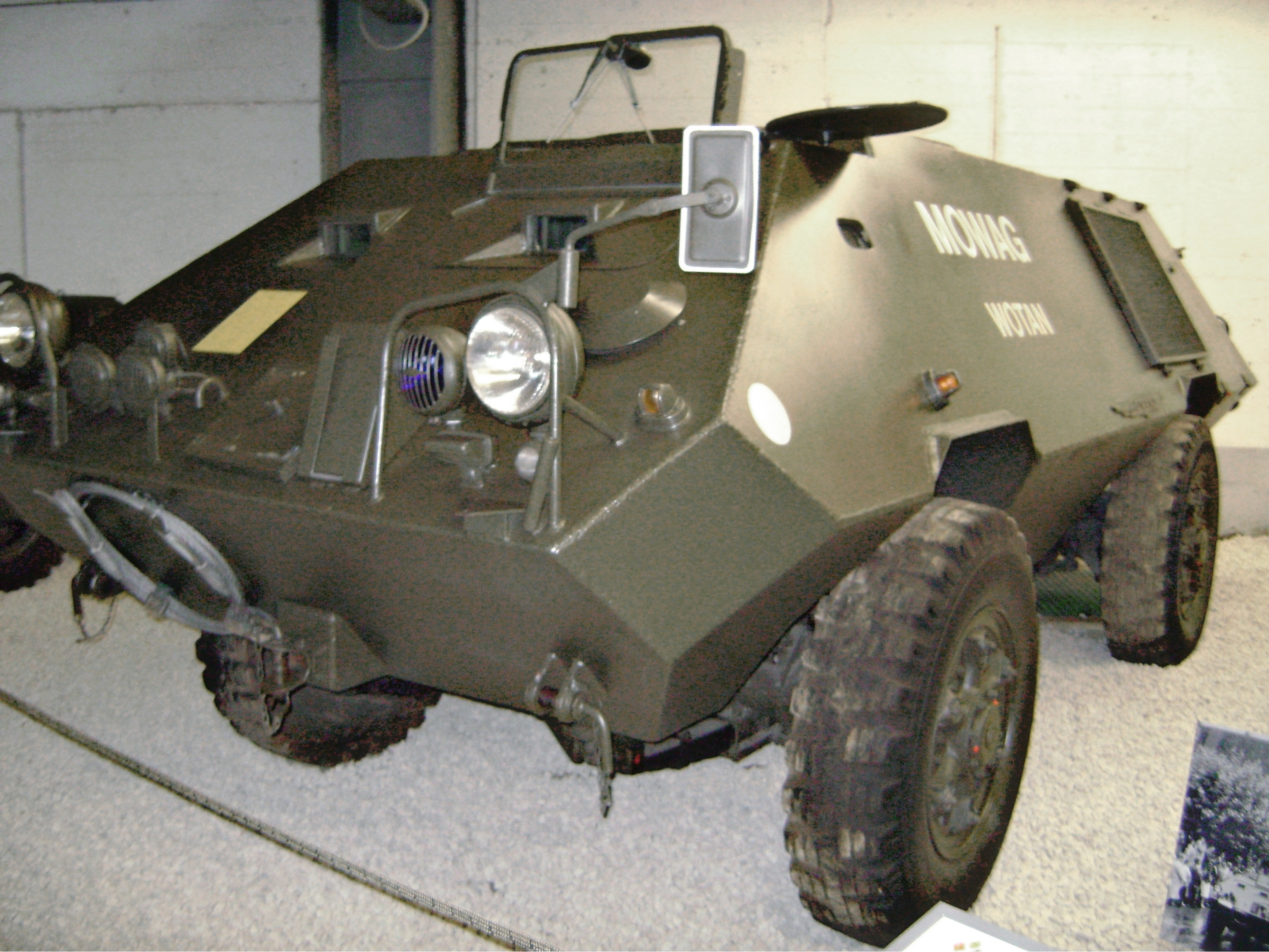
MOWAG Вотан
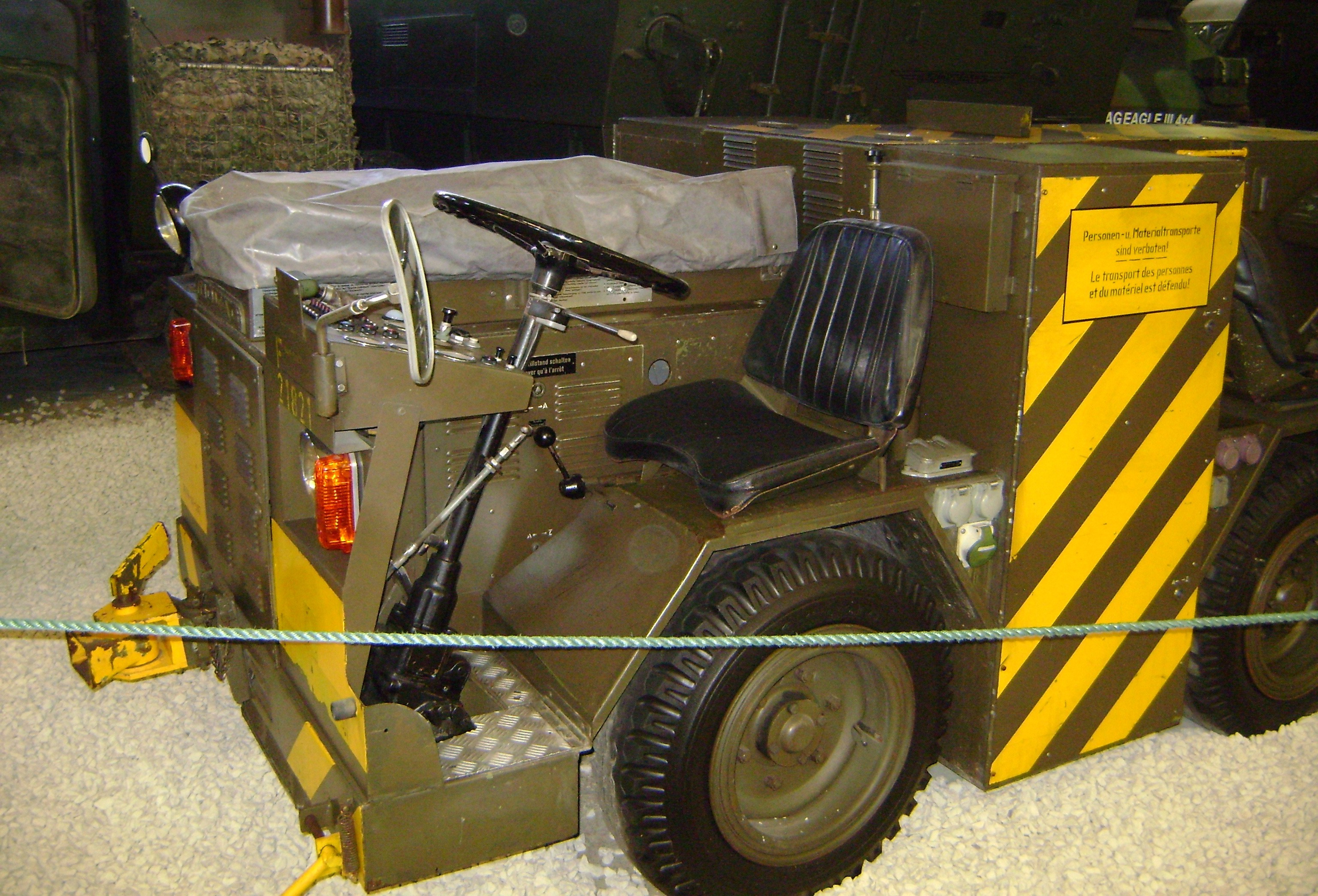
Літаковий буксир MOWAG-AEG для Mirage IIIS і Mirage IIIRS
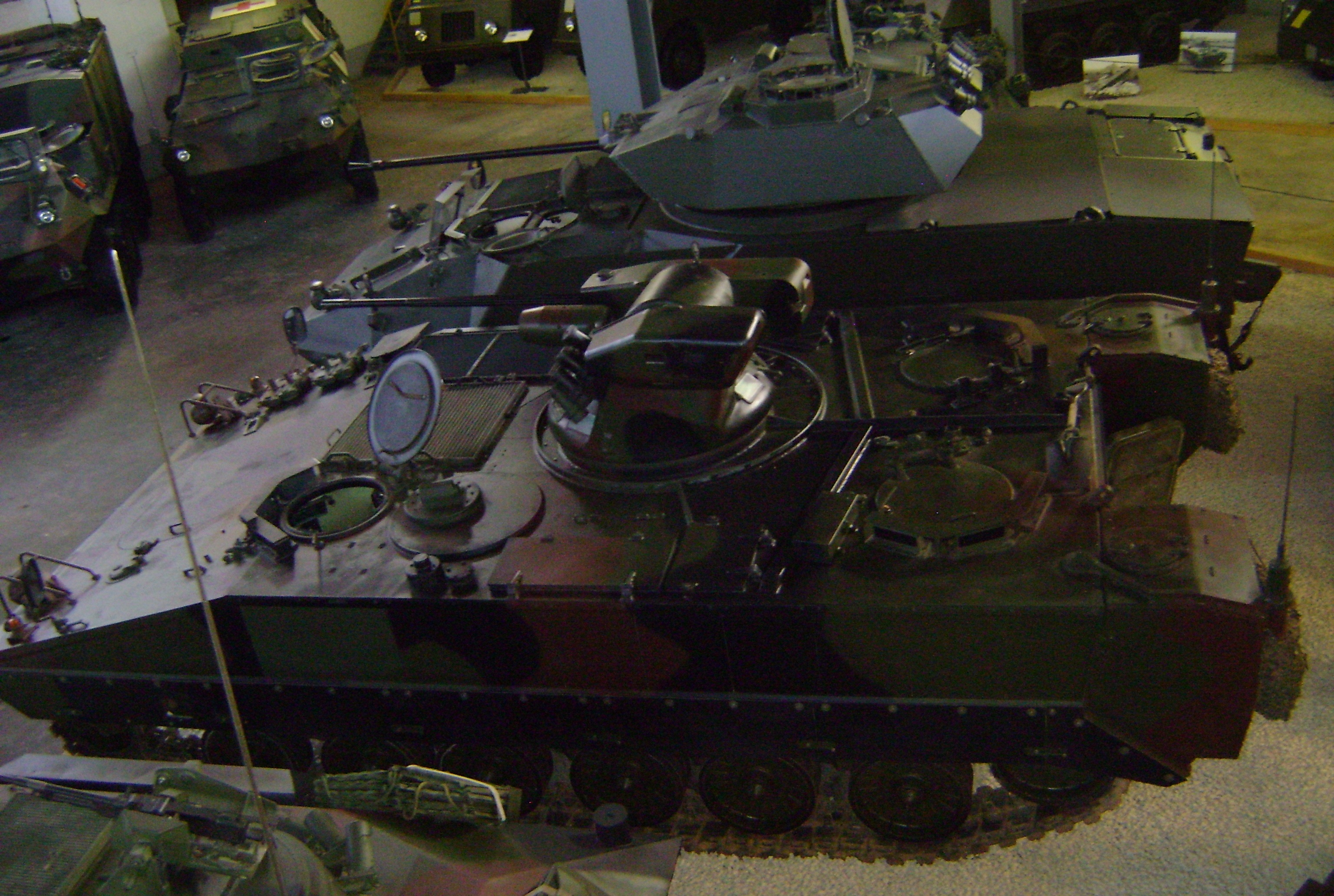
Троян MOWAG
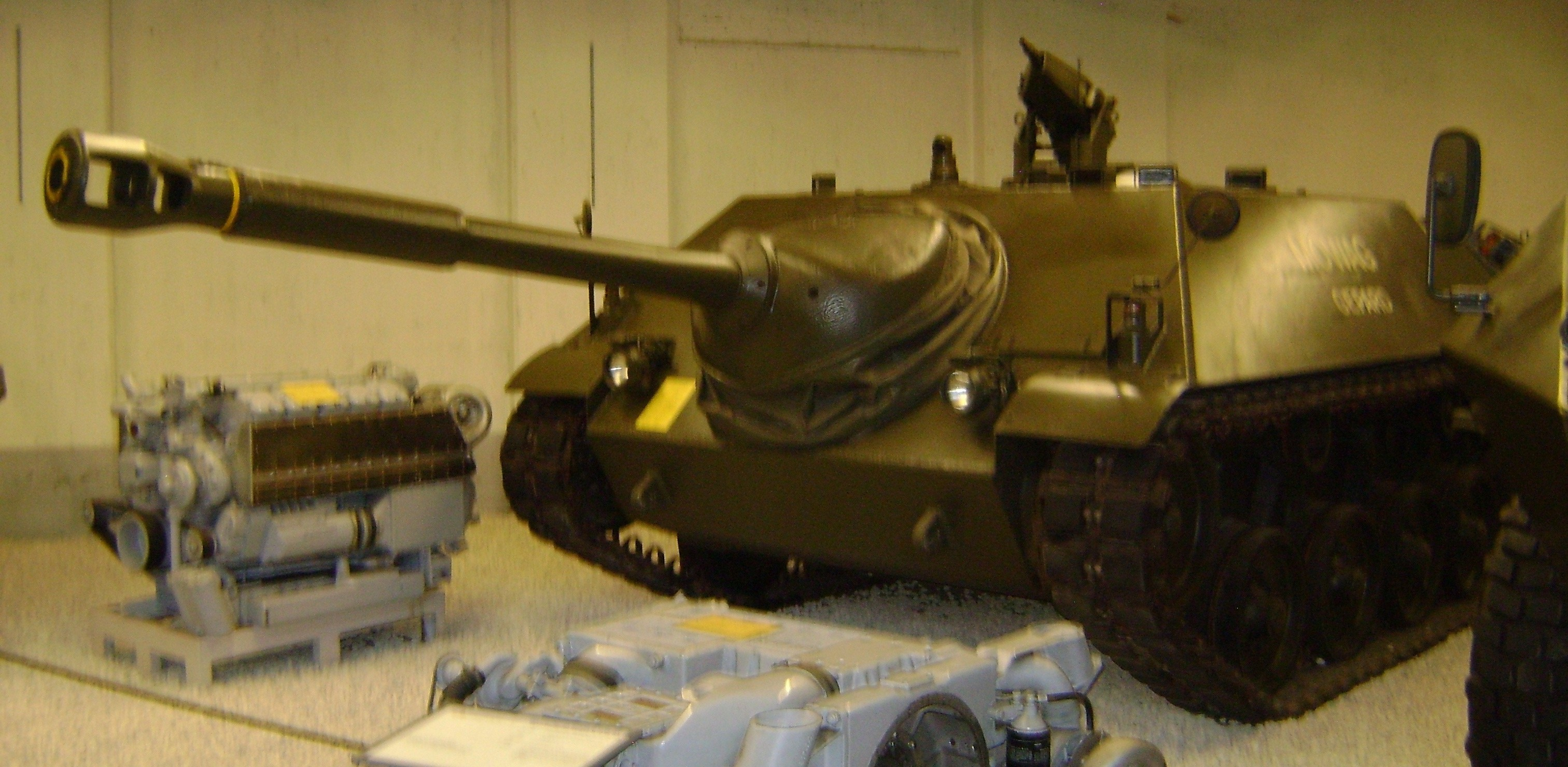
MOWAG Гепард
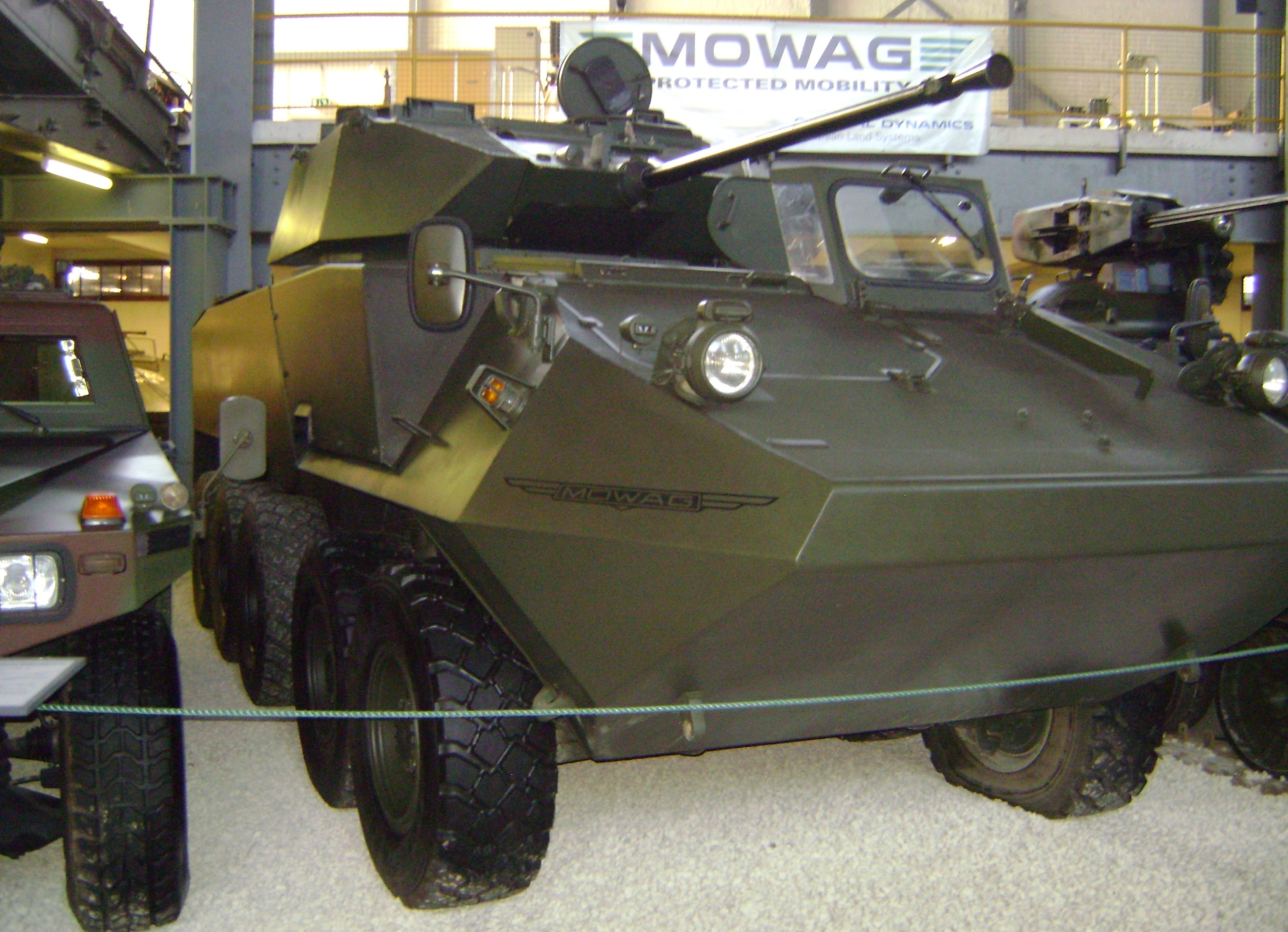
MOWAG Piranha 10×10
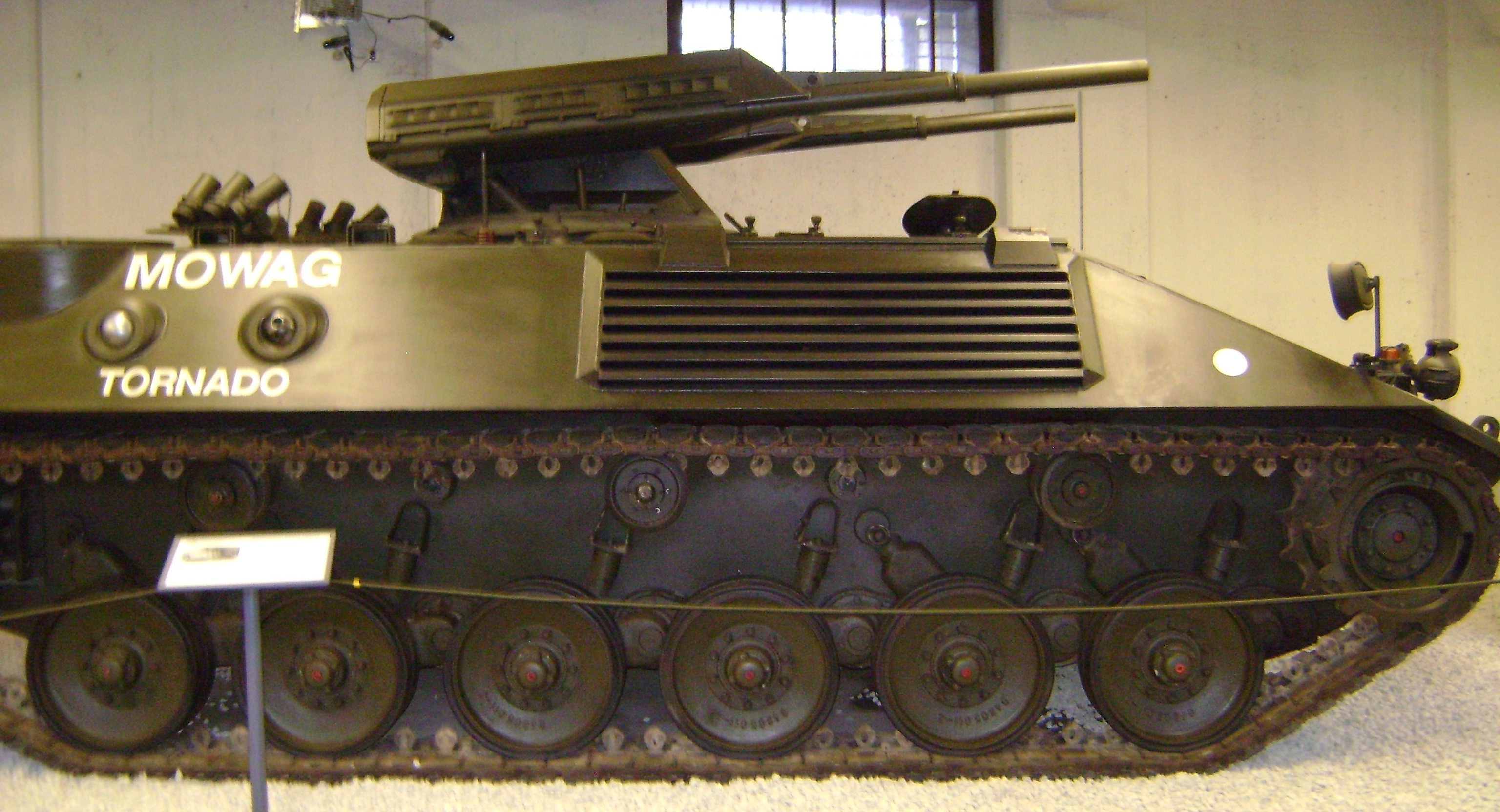
MOWAG Tornado 2
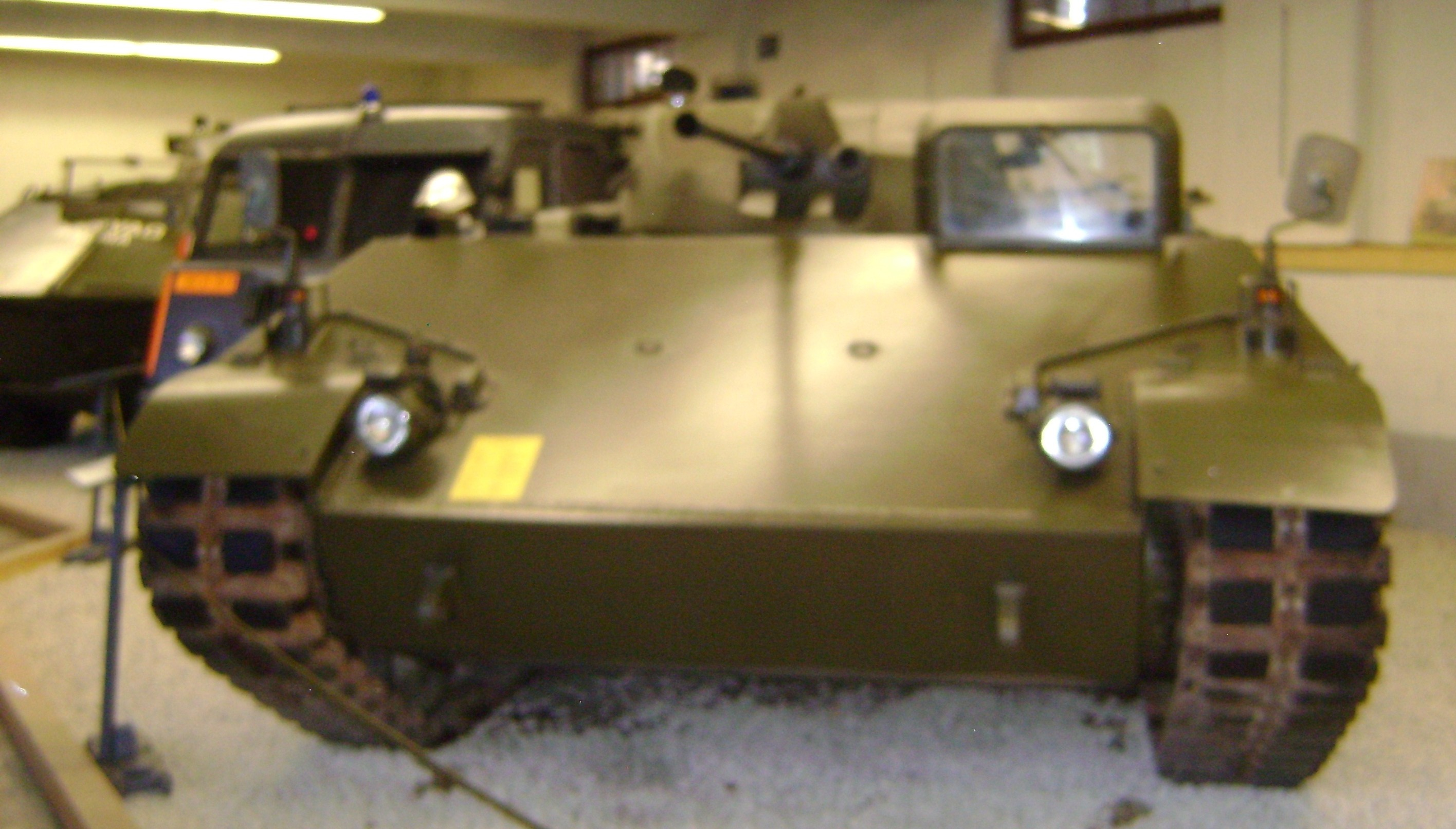
MOWAG Тайфун
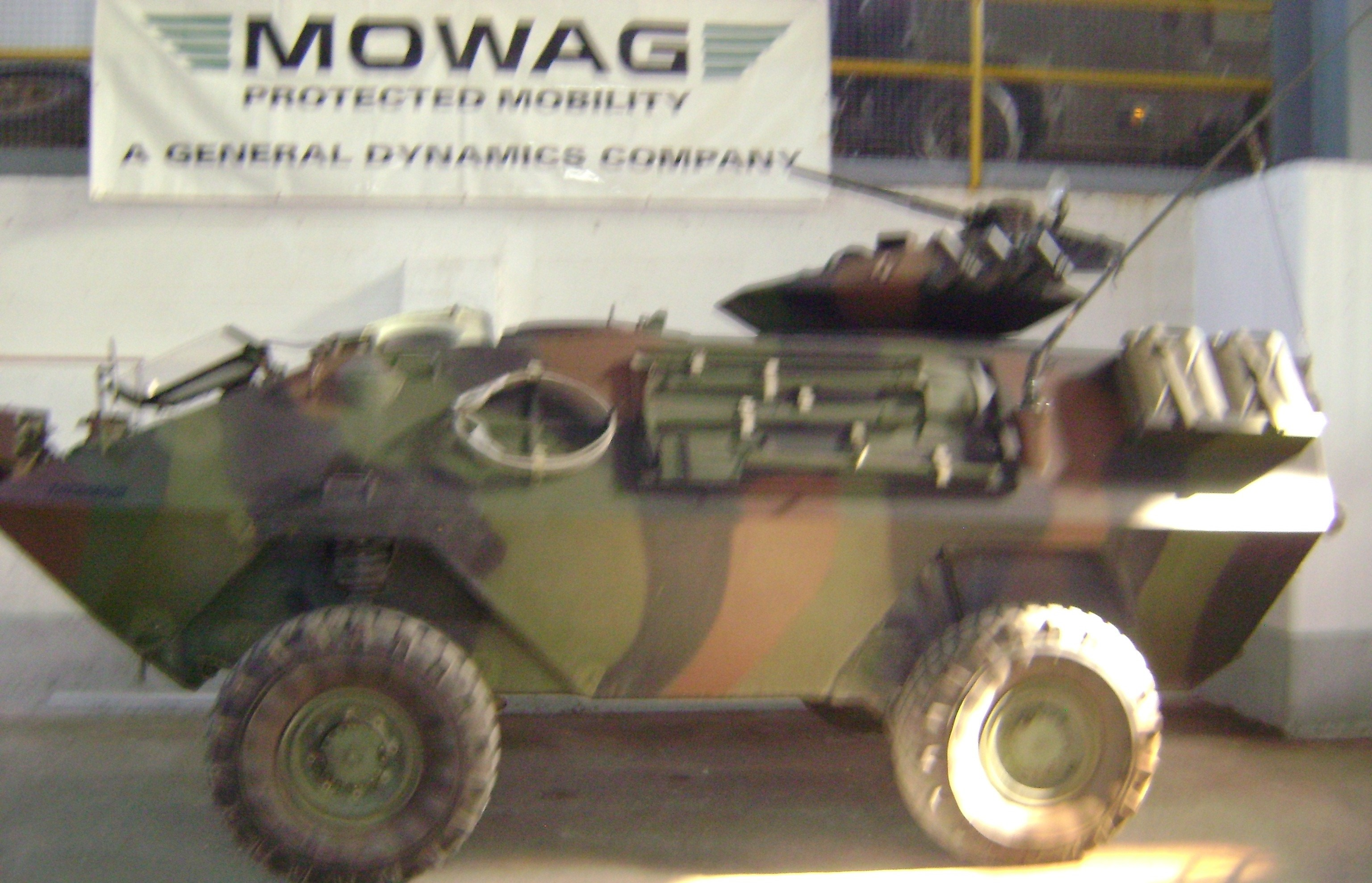
MOWAG Piranha 4×4
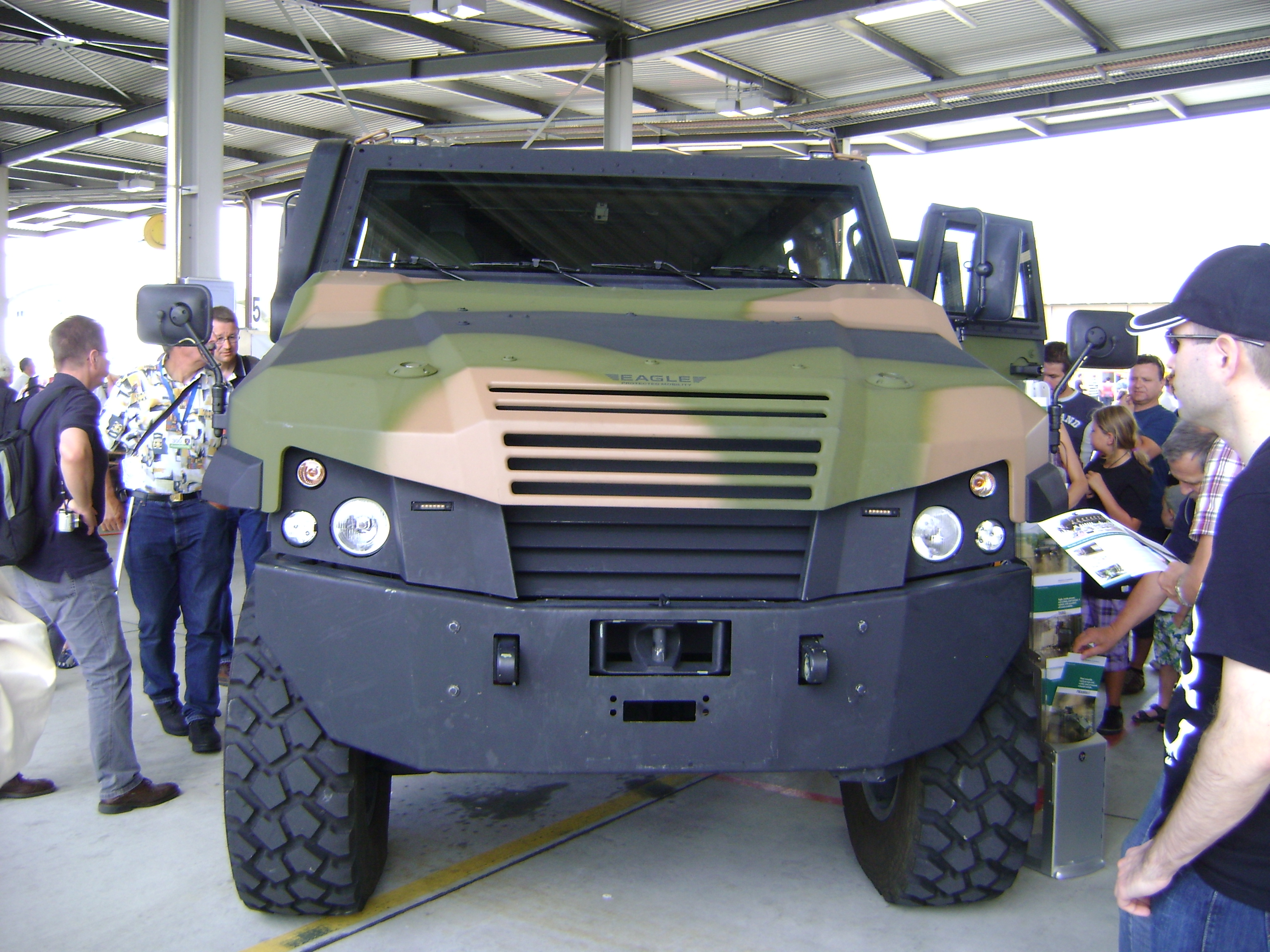
MOWAG Eagle V
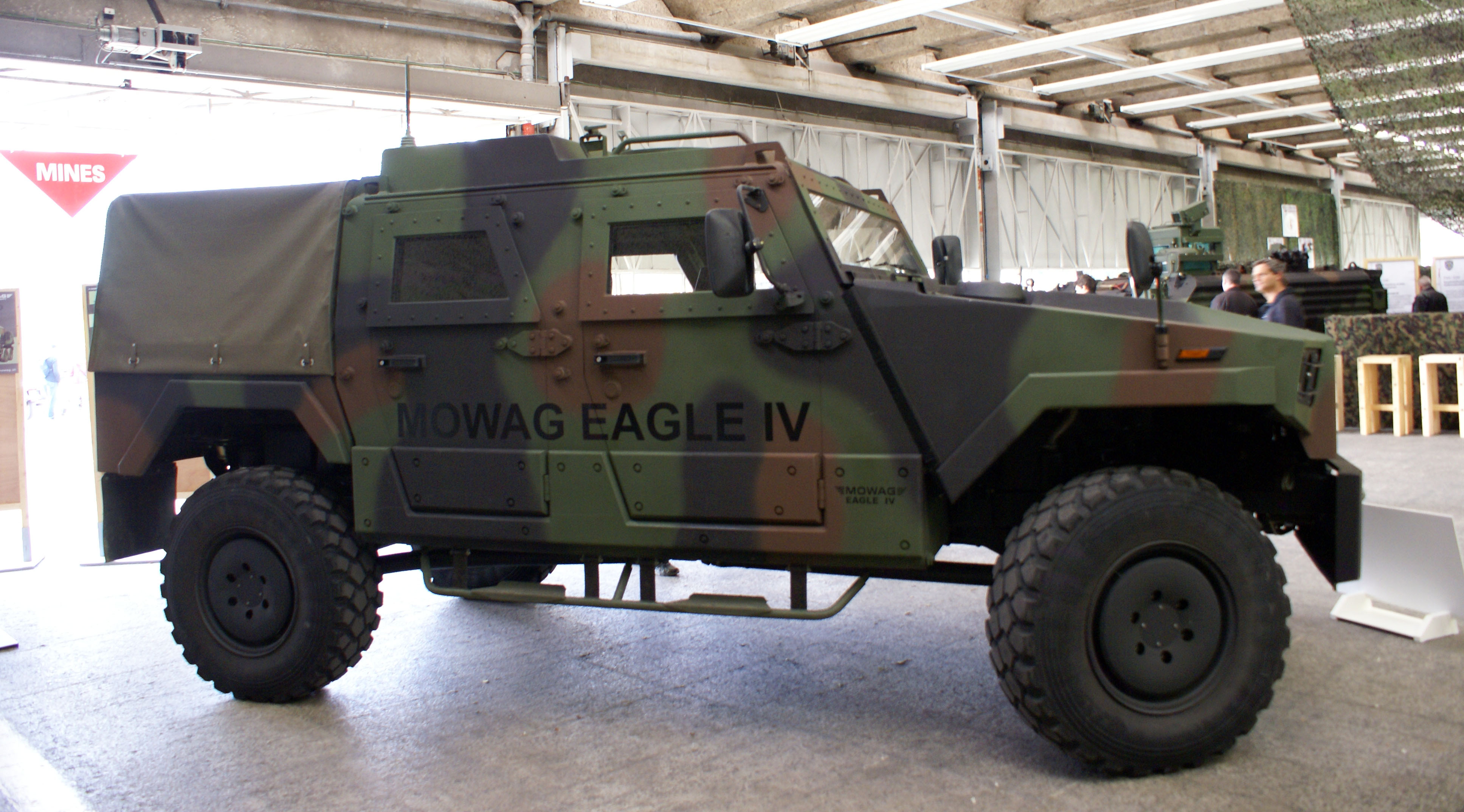
MOWAG Eagle IV
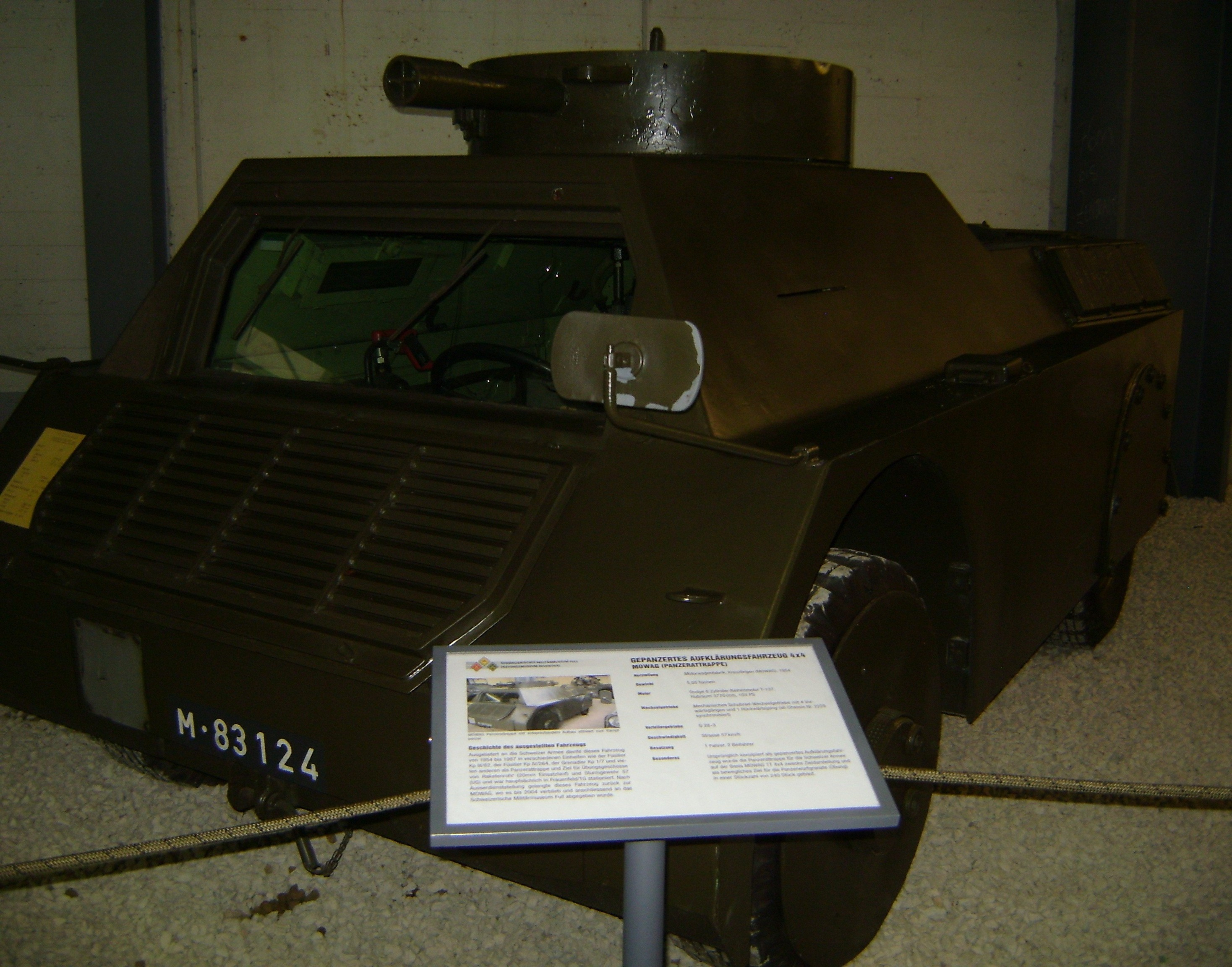
MOWAG Panzerattrappe

## Зовнішні посилання
- Офіційна сторінка GDELS
- заархівовано Офіційне посилання